# پرلگ، کرواسی
پْر ِلُگ (به کرواتی: Prelog, Croatia) شهری در ایالت مدیموریه کشور کرواسی است که جمعیت آن در سال ۲۰۱۱ میلادی ۷٬۱۶۵ نفر بوده‌است.